# Life With Louie
Life With Louie ("Viviendo con Louie") es una serie de televisión basada en la vida de Louie Anderson cuando éste era chico y vivía en Wisconsin junto a sus hermanos. La propiedad de la serie pasó a The Walt Disney Company en 2001 cuando Disney adquirió Fox Kids Worldwide.

## Personajes
- Louie Anderson: es el personaje principal, este es un chico obeso de 8 años que vive en Wisconsin.
- Andy Anderson: es el padre neurótico de Louie, es veterano de guerra.
- Joanne Froggatt: Tía de Louie
- Ora Anderson: es la madre de Louie, cocina muy bien.
- Tommy Anderson: es el hermano menor de Louie.
- Mike Grunevald y Jeannie Harper: son los mejores amigos de Louie.
- Henrietta Shermann: es la abuela de Louie y la madre de Ora.
- Pepper: es el pez dorado de Louie.

## Episodios

### Temporada 1
1. A Christmas Surprise for Mrs. Stillman
2. Dad Gets Canned
3. Lake Winnibigoshish
4. Raindrops Keep Falling on My Bed
5. A Fish Called Pepper
6. Behind Every Good Coach
7. Alive! Miracle in Cedar Knoll, Wisconsin
8. Pains, Grains, and Allergy Shots
9. The Fourth Thursday in November
10. Tracks of My Deers
11. When Cedar Knoll Freezes Over
12. A Fair to Remember
13. Born a Rambler Man

### Temporada 2
1. Caddy on a Hot Tin Roof
2. Summer of My Discontent
3. Anderson Ski Weekend
4. Roofless People
5. How to Succeed in Washington Without Really Trying
6. Mr. Anderson's Opus
7. An Anderson Dozen
8. Buzz Stop
9. For Pete's Sake
10. The Masked Chess Boy
11. The Good, the Bad, & the Glenns
12. Kazoo's Coming to Dinner
13. The Thank You Note

### Temporada 3
1. Louie's Gate
2. The Making of a President
3. Military Reunion
4. Go Packers
5. The Undergraduate
6. Louie's Harrowing Halloween
7. Mr. Louie's Wild Ride
8. Close Encounters of the Louie Kind
9. The Kiss is the Thing
10. Family Portrait
11. Blinded By Love
12. Do it or Donut
13. Project: Mother's Day

## Merchandising
Debido a la popularidad de la serie, se han creado muchos merchandising incluyendo videos con varios episodios y hasta un libro para chicos basado en los episodios de la serie (son 6 en total).

## DVD
En enero del 2006 , se lanzó a la venta un DVD con la primera temporada de la serie.